# 노승우
노승우(盧承禹, 1938년 9월 20일~)는 대한민국의 제14·15대 국회의원을 지낸 정치인이다.
본관은 교하. 호는 우산(牛山)이다.

## 학력
- 서천중학교 졸업
- 군산고등학교 졸업
- 한국외국어대학교 영어학과 학사
- 한국외국어대학교 대학원 행정학과 행정학 석사
- 미국 샌프란시스코 주립 대학교 대학원 정치학과 정치학 석사 수료
- 미국 샌타 클라라 대학교 경영대학원 경영학 석사(MBA)

### 비학위 수료
- 미국 캘리포니아 사회과학원 CIIS 연수 과정 수료

## 경력
- 한국외국어대학교 교수, 스탠퍼드대 객원연구원
- 시국선언 교수대표 학민자추위원장
- IPU 한국대표, 신한국당 정책 평가위원장
- 신한국당 정책연구실장, 국제협력위원장
- 통일민주당 당무위원 겸 서울 동대문갑 지구당(위원장)
- 민자당 동대문 갑지구당(위원장)
- (한나라당) 신한국당 동대문 갑지구당(위원장)
- 자유민주연합 동대문 갑지구당(위원장)
- 제14대 국회의원(동대문구 갑) 민자당
- 제15대 국회의원(동대문구 갑) 신한국당

## 역대 선거 결과
|  | 23.56% |

|  | 31.40% |

|  | 38.08% |

|  | 11.53% |

## 소속 정당
| 소속 정당 | 소속 정당    | 소속 기간 | 비고           |
| --------- | ------------ | --------- | -------------- |
|           | 신민당       | 1969~1980 | 정계 입문      |
|           | 무소속       | 1980~1985 | 정당 해산      |
|           | 신한민주당   | 1985~1987 | 창당           |
|           | 무소속       | 1987      | 탈당           |
|           | 통일민주당   | 1987~1990 | 창당           |
|           | 민주자유당   | 1990~1995 | 합당           |
|           | 신한국당     | 1995~1997 | 당명 변경      |
|           | 한나라당     | 1997~1998 | 합당           |
|           | 무소속       | 1998      | 탈당           |
|           | 자유민주연합 | 1998~2000 | 입당           |
|           | 무소속       | 2000~현재 | 탈당 정계 은퇴 |

## 같이 보기
- 동대문구 갑
- 서울 동대문구의 국회의원